# Ventimiglia Calcio
Ventimiglia Calcio (wł. Associazione Sportiva Dilettantistica Ventimiglia Calcio) – włoski klub piłkarski, mający siedzibę w mieście Ventimiglia, w północno-zachodniej części kraju, grający od sezonu 2019/20 w rozgrywkach Promozione Liguria.

## Historia
Chronologia nazw:
- 1909: Unione Sportiva Ventimigliese
- 1998: Associazione Sportiva Dilettantistica Ventimiglia Calcio

Klub sportowy US Ventimigliese został założony w miejscowości Ventimiglia w 1909 roku. Początkowo zespół rozgrywał mecze towarzyskie. Dopiero w sezonie 1925/26 debiutował w rozgrywkach Terza Divisione Nord (D3). Po reorganizacji systemu ligi w 1926 i wprowadzeniu najwyższej klasy, zwanej Divisione Nazionale poziom Terza Divisione został obniżony do czwartego stopnia. W 1927 awansował do Seconda Divisione Nord, a w 1928 do Prima Divisione. W sezonie 1929/30 po podziale najwyższej dywizji na Serie A i Serie B poziom Prima Divisione został zdegradowany do trzeciego stopnia. W sezonie 1935/36 jako trzeci poziom została wprowadzona Serie C, a klub został zakwalifikowany do grupy C Serie C. Po zakończeniu sezonu 1935/36 z powodu trudności ekonomicznych klub zrezygnował z dalszych występów w Serie C i następnie brał udział tylko w turniejach towarzyskich, ale potem z powodu II wojny światowej zawiesił działalność.
Po zakończeniu II wojny światowej, klub wznowił działalność w 1945 roku i został zakwalifikowany do Prima Divisione Ligure. W 1946 z powodów antyfaszystowskich otrzymał promocję do Serie C. W 1947 roku został zdegradowany do Prima Divisione Ligure. W 1952 po kolejnej reorganizacji systemu lig klub spadł do Promozione Ligure (D5). W 1955 spadł na rok do Prima Divisione Ligure. W 1957 liga zmieniła nazwę na Campionato Nazionale Dilettanti, a w 1959 na Prima Categoria. W 1967 został zdegradowany do Seconda Categoria Ligure. W następnym roku został promowany do Prima Categoria Ligure, a w 1969 do Promozione Ligure. W 1971 znów spadł do Prima Categoria Ligure, a w 1974 wrócił do Promozione Ligure. Przed rozpoczęciem sezonu 1978/79 Serie C została podzielona na dwie dywizje: Serie C1 i Serie C2, wskutek czego poziom Promozione został obniżony do szóstego poziomu. W 1987 klub awansował do Campionato Interregionale. W 1992 został zdegradowany do Eccellenza Liguria, a w 1998 do Promozione Liguria, po czym klub zmienił nazwę na ASD Ventimiglia Calcio. W 2002 otrzymał promocję do Eccellenza Liguria. W 2007 znów został zdegradowany do Promozione Liguria, ale po roku wrócił do Eccellenza Liguria. W 2012 spadł po raz kolejny do Promozione Liguria, a w 2014 wrócił do Eccellenza Liguria. Przed rozpoczęciem sezonu 2014/15 wprowadzono reformę systemy lig, wskutek czego Eccellenza awansowała na piąty poziom. W sezonie 2018/19 zajął 15.miejsce w Eccellenza Liguria i spadł do Promozione Liguria.

## Barwy klubowe, strój
|  |

Klub ma barwy granatowe. Zawodnicy domowe spotkania zazwyczaj grają w granatowych koszulkach, niebieskich spodenkach oraz granatowych getrach.

## Sukcesy

### Trofea międzynarodowe
Nie uczestniczył w rozgrywkach europejskich (stan na 31-05-2020).

### Trofea krajowe
| \| \| Zdobyte trofea w rozgrywkach Włoch (stan na: 31-08-2020) \| |                                                          |      |             |
| Rozgrywki                                                         | Osiągnięcie                                              | Razy | Sezon(y)    |
| · Mistrzostwo                                                     | I miejsce                                                | 0    |             |
| · Mistrzostwo                                                     | II miejsce                                               | 0    |             |
| · Mistrzostwo                                                     | III miejsce                                              | 0    |             |
| · Puchar                                                          | zdobywca                                                 | 0    |             |
| · Puchar                                                          | finalista                                                | 0    |             |
| · Puchar                                                          | 1/128 finału                                             | 1    | 1935/36     |
| II liga                                                           | I miejsce                                                | 0    |             |
| II liga                                                           | II miejsce                                               | 0    |             |
| II liga                                                           | III miejsce                                              | 1    | 1928/29 (A) |
| Włochy                                                            | Zdobyte trofea w rozgrywkach Włoch (stan na: 31-08-2020) |      |             |

- Terza Divisione Nord (D3):
  - wicemistrz (1x): 1925/26 (finale A)

## Struktura klubu

### Stadion
Klub piłkarski rozgrywał swoje mecze domowe na Stadio Simone Morel w mieście Ventimiglia o pojemności 1 tys. widzów.

### Derby
- Albenga Calcio 1928
- Baia Alassio Calcio
- FBC Veloce 1910
- ASD Imperia
- Pro Savona Calcio
- Sanremese Calcio
- ASD Speranza FC 1912
- Ilva Savona